# Jan Wagner
Jan Wagner (Amburgo, 18 ottobre 1971) è un poeta tedesco.

## Biografia
Nato ad Amburgo nel 1971, vive e lavora a Berlino.
Dopo gli studi di letteratura inglese e americana all'Università di Amburgo e al Trinity College di Dublino, ha esordito nel 2001 con la raccolta di liriche Probebohrung im Himmel. 
Traduttore di poesia inglese e coeditore della rivista letteraria Die Aussenseite des Elementes, in seguito ha pubblicato altre 8 collezioni di poesie vincendo nel 2015 il Premio della Fiera del Libro di Lipsia con Variazioni sul barile dell'acqua piovana (primo poeta insignito del riconoscimento) e il Georg-Büchner-Preis nel 2017.
In italiano sono state tradotte la raccolta Variazioni sul barile dell'acqua piovana (Einaudi, 2019) e l'autoantologia Autoritratto con sciame d'api (Bompiani, 2022).

## Opere

### Poesia
- (DE)  Probebohrung im Himmel, 2001
- (DE)  Guerickes Sperling, 2004
- (DE)  Achtzehn Pasteten, 2007
- (DE)  Australien, 2010
- (DE)  Die Eulenhasser in den Hallenhäusern. Drei Verborgene, 2012
- (DE)  Poesiealbum 295, 2011
- (DE)  Der verschlossene Raum, 2012
- (DE)  Regentonnenvariationen, 2014
  - Variazioni sul barile dell'acqua piovana, traduzione di Federico Italiano, Torino, Einaudi, Collezione di poesia N. 468, 2019. ISBN 978-88-06-24258-9.
- (DE)  Selbstporträt mit Bienenschwarm. Ausgewählte Gedichte 2001-2015, 2016
  - Autoritratto con sciame d'api, traduzione di Federico Italiano, Milano, Bompiani, 2022. ISBN 978-88-30-10577-5.

### Saggistica
- (DE)  Die Sandale des Propheten, 2011
- (DE)  Der verschlossene Raum. Beiläufige Prosa, 2017

## Premi e riconoscimenti
- 2004 – Premio Anna Seghers
- 2011 – Friedrich-Hölderlin-Preis
- 2011 – Premio Roma dell'Accademia Tedesca Roma Villa Massimo
- 2015 – Premio della Fiera del libro di Lipsia, con Variazioni sul barile dell'acqua piovana
- 2017 – Premio Georg Büchner
- 2020 – Premio Max Jacob, con Variazioni sul barile dell'acqua piovana[9]